# ナレ

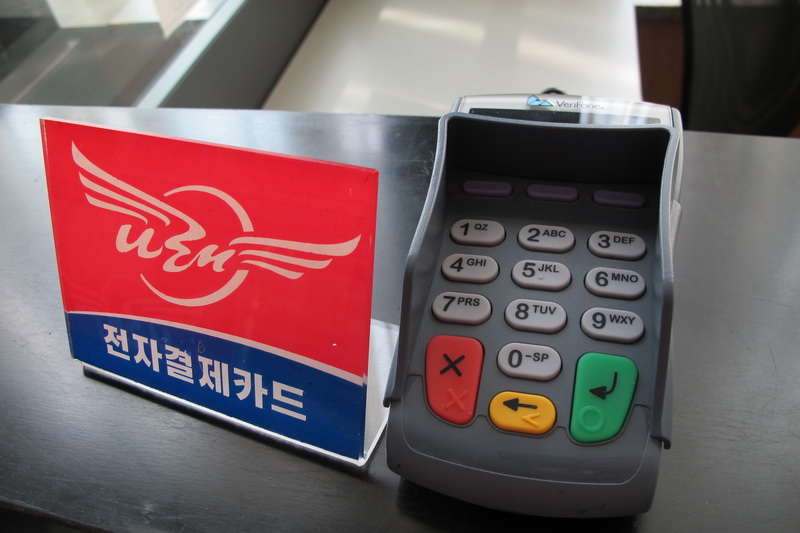
ナレ加盟店標識と決済端末（ベリフォン製）

ナレ（朝鮮語: 나래、英語: Narae）は、朝鮮民主主義人民共和国貿易銀行（朝鮮貿易銀行）が発行する朝鮮民主主義人民共和国（北朝鮮）の電子決済カードである。平壌直轄市、元山市などに加盟店を持つ。「ナレ」は「翼」を意味する朝鮮語で、ロゴには翼を意匠化したものが使われている。

## 概要

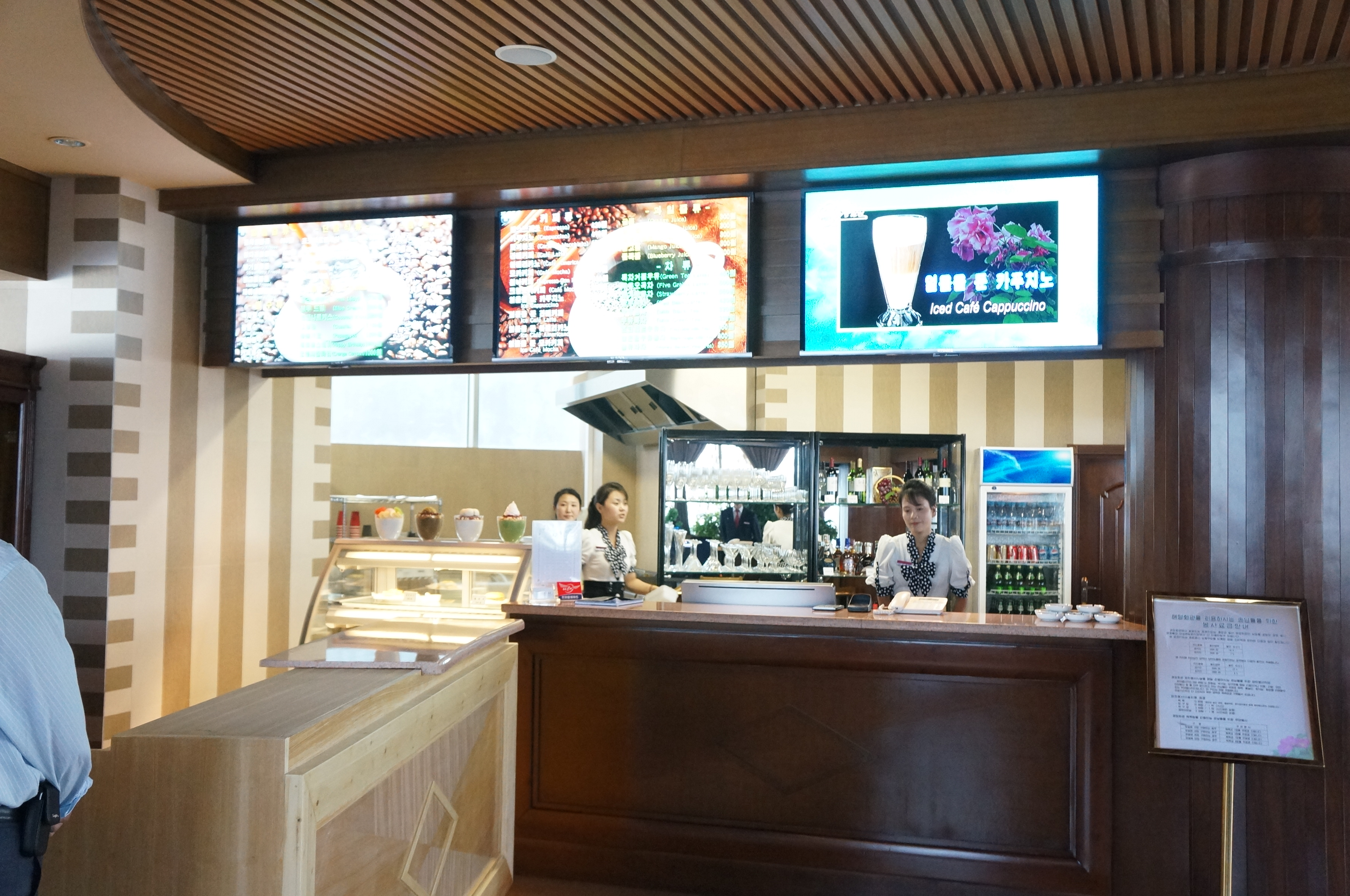
平壌の「海棠花（ヘダンファ）館」（現・柳京（リュギョン）館）内カフェにあるナレの加盟店標識（正面テーブル左）

2010年頃に提供開始されたICカードタイプの電子決済カードである。銀行の説明では「世界的流れに合わせて」「資金流通の速度と便宜性を保証するため」に導入された。外貨を受け付ける商店やサービス施設等に加盟店を持つこのカードは登場以来急速に普及し、現在では北朝鮮の主要な決済手段の一つとなっている。
外貨から直接チャージでき、公定レートで自動換算されウォン建てとなるのが特徴のいわば外貨入金型プリペイドカードである。直接チャージできる外貨は、ユーロ、米ドル、中国人民元、日本円の4通貨であり、公定レートは店内に表示されていることが多い。
同国では外貨を受け付ける商店や施設等の釣銭準備金が十分でなく、商品対価を支払っても異なる外貨で釣銭を渡されたり、釣銭をもらえないことが生じていた。また、同国では国際ブランドのクレジットカードも1990年代頃から利用できなくなっており、旅行者にとっては不便な状況であったことが登場の背景にあり、本カードはそれらの解消と決済の利便性向上をもたらした。

### カード
カードは加盟店レジにて発行できる。4桁の暗証番号を設定する。発行時は手数料を引かれた額がチャージされる。チャージ額は任意に設定できる。非居住者でもカード入手・使用が可能。氏名や住所の登録は必要ない。ポイント還元は用意されていない。
国旗の配色と同じ赤色と青色のロゴ・カードデザインであり、詳細は不明だが青系色のカードも存在する。いずれも「電子決済カード」の文字が表記されている。
カードは平壌情報技術局カード研究所が開発しているとみられる。

### 加盟店
平壌や元山など主要都市を中心に外貨を受け付ける飲食店、商店、ホテル、サービス・レジャー施設で支払いに使用できる他、Koryolinkのモバイル通信料金など期間料金の支払いにも使用できる。加盟店にはロゴマークのステッカーや標識が掲出されている。
一方、地下鉄や有料道路などは別のカードが導入されている。

## 沿革
- 2010年末頃 - 利用開始
- 2024年頃までに - スマートフォン電子支払いシステムの「三興」（三興経済情報技術社）と「万物商」（ヨンプン商業情報技術社）に対応

## 他のICカード
平壌地下鉄には専用のIC乗車カードが導入されている。同国のICカードには銀行（キャッシュカード）、有料道路、ガソリンスタンド、ミネラルウォーター支払い用、病院（診察券）、娯楽施設、自転車シェアリングなどのものが存在する。経済特区である羅先地域では「先鋒」（ソンボン）という電子決済カードを「黄金の三角州銀行」（GTB）が発行している。